# السريرة مكي
السريرة مكي عبد الله الصوفي (1928-2021) شاعرة ومعلمة وفنانة تشكيلية من مواليد أم درمان بحي الهاشمياب، اشتهرت بكونها مصصمة علم السودان بعد الاستقلال عام 1956 الذي رفعه الزعيم إسماعيل الأزهري ومحمد أحمد المحجوب إيذاناً بإعلان استقلال السودان، حيث أنزلا العلمين البريطاني والمصري معلنين أن السودان أصبح دولة مستقلة وذات سيادة ومعترف بها من قبل الأمم المتحدة في عام 1956.
كتبت السريرة مكي قصيدة مهمة ومعبرة تؤكد صدق وطنيتها نادت فيها بجلاء القوات الإستعمارية وعنوان القصيدة (يا وطني العزيز تم جلاؤك).

## حياتها
عملت السريرة مكي في مدارس أم روابة ثم أم درمان معلمة لمادة الجغرافيا الطبيعية، والدها هو الخليفة مكي الصوفي قاضي المحكمة الشرعيه ووالدتها من أوائل  الدارسات بمدارس بابكر بدري المرتبط إسمه بتعليم المرأة.

## تصميم العلم
ما أن سمعت السريرة مكي بإعلان الاستقلال من داخل البرلمان الا وصممت بسرعة ودقة علماً ليؤكد سيادته وحريته وإستقلاله.

علم السودان القديم من تصميم السريرة مكي الصوفي المستخدم من عام 1956 وحتى 1970.

في يوم 19 ديسمبر 1955 أعلن البرلمان استقلال السودان  من داخله حيث رفع  النائب البرلماني عن دائرة في البقارة بجنوب دارفور يده، وطلب الفرصة من رئيس البرلمان  وقدم الاقتراح التالي: (نحن أعضاء مجلس النواب  نعلن باسم الشعب أن السودان أصبح دولة حره مستقلة كاملة السيادة وقد تمت تثنيه الاقتراح بواسطه النائب البرلماني الناظر جمعه سهل من دائره المزروب ريفي أم روابة. وبذلك نال السودان إستقلاله من داخل البرلمان في ذلك اليوم لم يتم الإعلان الرسمي وتم الإعلان الرسمي لإستقلال السودان في الأول من يناير عام 1956م.
ذكرت السريرة مكي قصة تصميم العلم موضحة أنها دفعت بتصميمها في مظروف الإذاعة السودانية عبر شقيقها حسن مكي ولم تفصح عن إسمها الحقيقي وقتها وإكتفت بأن ترمز إليه بـ (س، مكي الصوفي) وتضمنت رسالتها الوان العلم مشروحة وقالت خلاله الأخضر رمز للزراعة وهي المهنة الرئيسية  لأهل البلاد والأصفر يرمز للصحراء التي تعد جزءاً أصيلا من  السودان والأزرق يرمز للماء والنيل
العلم الذي صممته السريرة أرادت أن تحسم به الهوية السودانية التي تزواج بين أفريقيا والعرب الذي يربط بينهم نهر النيل وأوحت السريرة لمجموعة الموثقين السودانين في مطلع عقد الستينات الذين طرحوا (الغابة والصحراء) لحسم جدل الهوية السودانية التي تستمد قوتها بتحالف والصحراء وليس تنافرها.
في ذلك اليوم الوطني وقفت السريرة مكي أمام وزير المعارف الإنجليزية وقالت أمنيتي أن أرى الحاكم سودانيا وان يتمتع بلدي بحكم ذاتي وكتبت قصيدة (يا وطني العزيز الليلة تمام جلاك)  منادية  بجلاء القوات البريطانية عنه. وبحسها الوطني رفع العلم  ليرفرف رمزا  للسيادة  الوطنية في السودان. ورفع الزعيم إسماعيل الأزهري علم استقلال السودان.